# Étais
Étais település Franciaországban, Côte-d’Or megyében. Lakosainak száma 76 fő (2022. január 1.). Étais Savoisy, Puits, Touillon, Villaines-en-Duesmois és Montbard községekkel határos.

## Népesség
A település népességének változása:
| Lakosok száma | 132  | 122  | 96   | 88   | 89   | 86   | 85   | 79   | 76   | 76   |
|               | 1968 | 1982 | 1990 | 2006 | 2013 | 2015 | 2017 | 2019 | 2020 | 2022 |